# Bay Point (Kalifornija)
Bay Point je naseljeno područje za statističke svrhe u američkoj saveznoj državi Kalifornija. Prema popisu stanovništva iz 2010. u njemu je živjelo 21,349 stanovnika.